# 巴哈欧拉
巴哈欧拉（羅馬化：Bahá'u'lláh），原名米尔扎·侯赛因·阿里（波斯語： Mírzá Ḥusayn-`Alí Nuri，1817年11月12日—1892年5月29日），又譯巴哈乌拉，他是巴哈伊信仰的創始人，出生於伊朗德黑兰。
他称自己是巴比教，19世纪由伊斯兰什叶派来源的新宗教所预言的先知，但在更广的意义上，他称自己为基督教、伊斯兰教及其他各大宗教中，所预言的上帝使者的再来。1863年他创建了新的宗教思想，并被信徒称为“巴哈歐拉”，意思是“上帝的榮耀”。他的宗派后來成為了巴哈伊信仰。
巴哈欧拉教导，人类是一个族群，团结为一个全球社群的时代到了。他的宣示招致了波斯和奥斯曼帝国的迫害和监禁，最终被囚禁于巴勒斯坦（今以色列）的阿卡24年，并在那里去世。他写作了大量的宗教文献，最著名的有《亚格达斯经》和《笃信经》。

## 早期与家庭生活
巴哈欧拉生于1817年11月12日，伊朗德黑兰。据信他的祖上可以追溯到亚伯拉罕的妻子基土拉、琐罗亚斯德、撒珊王朝的末世君主伊嗣俟三世和大衛王之父耶西。他的母亲叫Khadíjih Khánum，父亲叫米尔扎·布祖尔格。米尔扎·布祖尔格是Imám-Virdi Mírzá的维齐尔，Fat′h Ali Shah Qajar的第十二个儿子。随后他被任命为布路吉尔和洛雷斯坦的长官，但在沙赫穆罕默德掌权后被撤职。在父亲去世后，新的维齐尔哈吉·米尔扎·阿加西给予了巴哈欧拉一个新的政府职位，但他拒绝了。
巴哈欧拉结过三次婚，他的第一位妻子是阿希耶·哈努姆，当地贵族的女儿，1835年于德黑兰结婚，巴哈欧拉时年18岁，妻子15岁。巴哈欧拉授予她“至大圣叶”（the Most Exalted Leaf,  Navváb）的称号。他的第二位妻子是他孀居的表妹法蒂米·哈努姆，1849年在德黑兰结婚，巴哈欧拉时年32岁，她21岁，她也被称作Mahd-i-`Ulyá。第三位妻子叫乔哈尔·哈努姆，应在1863年前于巴格达结婚。
巴哈欧拉宣布阿希耶·哈努姆是他“上帝所有世界中永恒的伴侣”，她的儿子阿博都巴哈是他的解释者。他有14个孩子，10个儿子和4个女儿，其中5个儿子比他早离世。巴哈伊们视阿希耶·哈努姆和她的子女米尔扎·米赫迪，巴希伊·哈努姆和阿博都巴哈为巴哈伊神圣家族。

## 巴比运动
1844年，25岁的设拉子年轻人，赛义德·米尔扎·穆罕默德·阿里，称号为巴孛，声称自己是伊斯兰允诺的马赫迪。这场运动很快波及了整个波斯帝国，整个伊斯兰神职人员阶层都激烈地反对。巴孛本人于1850年他30岁时在大不里士一个兵营前的广场被一队持枪士兵公开射杀，1852年至1853年，巴比社团几乎完全销声匿迹。
当巴孛宣布了自己的启示，他也宣布了启示永远不会终结。在他大多数的著作中，他都隐示了将有一位被允诺者，他称作“上帝将昭示天下者”。《巴扬经》，巴孛的主要著作之一，就是一部论述“上帝将昭示天下者”的著作，巴孛经常在“上帝将昭示天下者”到来的背景下，讨论自己的著作。据巴孛说，这位人物，将如在过往各大宗教中所预言的那样，在人间建立上帝之国。许多巴孛的著作都提到，这位被允诺者将很快来临。在巴孛的著作中，他常常嘱咐他的信众，当“上帝将昭示天下者”来临时应当服从他。巴孛还取消了他新信仰中继任者和代理人的体系，表明在他去世后，没有任何人的著作是有约束力的，直到“上帝将昭示天下者”来临。

### 接受巴孛
巴哈欧拉在他27岁时首次听说巴孛，从一位信使穆拉·侯赛因处听说了巴孛的消息。他接受了巴孛的启示，成为了一名巴比教信徒，并且帮助传播这场运动，主要位于伊朗努尔，成为了最具影响力的信徒之一。他当地望族的身份给了他很多机会，使得他外出传教很成功，即使在某些教士阶层中间。他还帮助他的同道教友，如塔荷蕾，但这使他面临了一些风险，他短期地被囚禁在德黑兰，遭遇了笞刑。他于1848年呼罗珊省参与了巴达什特会议，81个著名的巴比信徒会面了22天。在会议上有一场讨论，一方认为要维持伊斯兰律法，而另一方认为巴孛的信息已经带来了一个新的启示周期。巴哈欧拉的意见倾向于改变，并最终赢得了讨论。在此次会议上，巴哈欧拉得到了“巴哈”之名。
1848年后半年，巴比信徒和卡扎尔王朝政府之间产生了暴力冲突，巴哈欧拉试图去找在马赞德兰大不里士战斗中被围困的巴比信徒，但在到达前就被捕并被囚禁了。接下来直到1850年，巴孛更多地在公共场合宣布自己是上帝的显示者后，许多省份的巴比信徒都被屠杀。

### 黑坑
巴孛在1850年被杀后一群德黑兰巴比信徒，以一位过去的谢赫派神职人员为首领，策划了一场针对納賽爾丁·沙的暗杀，以报复巴孛的死。这个提议是遭到巴哈欧拉的反对的，他谴责这个计划，然而任何他可能起到的调解作用都因为他1851年被宰相流放至巴格达而消失殆尽，在阿米尔·卡比尔丢失了权利后才回来。1852年8月15日，这群激进的巴比信徒试图刺杀沙阿，但失败了。与此计划相关的巴比信徒被包围、杀害，并且尽管刺客表示整个计划仅仅是他们自己做的，整个巴比社团都被迁怒，沙阿对整个巴比社团进行了大屠杀。在此期间，很多巴比信徒被杀，而许多没被杀的巴比信徒，包括巴哈欧拉，被关押在黑坑，一个德黑兰的地牢里。
根据巴哈欧拉的说法，他囚禁在黑坑中时有了一些神秘体验，他看见天国的女仆，通过她他接受了自己作为上帝使者的使命，即是巴孛预言的那一位。1853年在黑坑囚禁4个月后，由于俄国大使的坚持，以及试图刺杀沙阿的刺客认罪，巴比教首领得以免罪，当局释放了他，但把他流放出伊朗。巴哈欧拉没有接受俄国提供的庇护，而是选择去了奥斯曼帝国的伊拉克。1853年巴哈欧拉和他的家人在严冬中从波斯帝国出发，4月18日到达巴格达。

## 巴格达
尽管巴孛废除了继承人或代理人的制度，并标表明在他以后无人的著作可以与他的有相同地位，直到“上帝将昭示天下者”到来，然而，他还是指定了米尔扎·叶海亚（后来被人称作“苏卜赫阿扎尔”）作为在他之后名义上的领导人。米尔扎·叶海亚在刺杀沙阿行动失败后就躲起来了，在巴哈欧拉流放至巴格达后，他又跟他哥哥待在一起。同时，越来越多的巴比信徒把巴格达作为信仰领导的中心，持续不断地有人从波斯去往那里朝圣。
米尔扎·叶海亚的领导地位是有争议的。他基本上在巴比社团中缺席，大部分时间都乔装打扮躲在巴格达，甚至出格到在多个场合公开地否认自己对巴孛的忠诚。米尔扎·叶海亚逐渐将自己从大部分巴比信徒中孤立出来了，他们转向其他人。在米尔扎·叶海亚躲藏期间，巴哈欧拉行使了大部分巴比社团事务管理的工作。不同于米尔扎·叶海亚，巴哈欧拉性格外向，越来越多巴比信徒把他视作信仰的首领，而非仅仅一个组织者，他们把他作为虔敬热爱的中心。
米尔扎·叶海亚对巴哈欧拉逐渐成为巴比信仰的领导人一事怀恨在心，试图毁坏巴哈欧拉的名誉。米尔扎·叶海亚的这些行为让很多人离开了信仰，也让信仰的敌对者得以继续迫害。社团内部的紧张状态在增长，所以1854年巴哈欧拉决定离开巴格达隐居。

### 库尔德斯坦
1854年4月10日，巴哈欧拉将家人交给他的兄弟米尔扎·穆萨照料，跟一个同伴去了库尔德斯坦山区，位于巴格达的东北部，蘇萊曼尼亞附近。他后来写道，他离开因为不想成为巴比社团不和的源头，并且“他离开并没打算回来”。
巴哈欧拉独自在库尔德斯坦山区住了两年，他最初以一个隐士的身份生活，着托钵僧穿着，称呼自己为“伊朗的达比修·穆罕默德”。又一次，有人注意到了他的书法，让当地苏菲派的导师产生了兴趣。他开始接待客人以后，他的学识和智慧就传开了。即是因为如此，《四谷经》才写作完成，一些其他的著名著作也是在此时写作的。
在巴格达，由于米尔扎·叶海亚对社团缺乏公开的领导，巴比社团陷入了混乱。某些巴比信徒，包括巴哈欧拉的家庭，都在寻找巴哈欧拉，当听说山区住着一位叫做达比修·穆罕默德的人，巴哈欧拉的家人恳求他回到巴格达。1856年3月19日，在库尔德斯坦待了两年后，巴哈欧拉回到巴格达。

### 回到巴格达

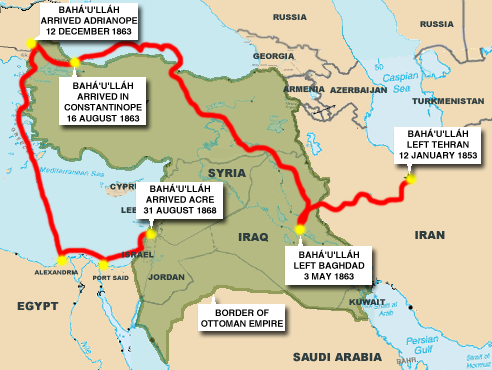
巴哈欧拉流放地图

当巴哈欧拉回到巴格达后，他发现巴比社团几近分崩离析。在巴哈欧拉不在时，社团在当地已经被边缘化，因为米尔扎·叶海亚持续他武力对抗的策略，并没能给予有效的领导。米尔扎·叶海亚娶了巴孛的遗孀，而这在巴孛的遗嘱中是明确禁止的；派遣信徒去努尔省第二次试图刺杀沙赫；并且唆使信徒暴力对抗反对他领导地位的著名巴比信徒。
回到巴格达后，巴哈欧拉试图通过通信复兴巴比社团，他大量写信给巴比信徒，给他们对巴比宗教的新理解。他迅速得到了巴比信徒和政府当局的认同，认为他是首要的巴比首领，越来越多的人加入了巴比运动。他获得了政府官员和一些逊尼派教职人员的同情。巴哈欧拉在城里的影响力与日俱增，波斯巴比社团也在复兴，这引起了他在伊斯兰神职人员和卡加王朝的敌对者的注意。波斯政府要求奥斯曼帝国把巴哈欧拉引渡回波斯，但奥斯曼帝国拒绝了，而是把他从敏感的国境线一带流放到君士坦丁堡。
巴哈欧拉从苏莱曼尼亚的山区回到巴格达后停留了七年，他没有公开巴孛许诺的上帝的显圣者的地位。他这段时间的著作主要涉及的主题有：一些创新的基于巴比传统的传统和隐含的元素。他的著作中许多是给个人的书信，但他也写作过长一些的作品，如《笃信经》，《隐言经》等。在巴格达时期的后期，他的著作更多地出现了暗示自己是那个弥赛亚的角色。后来，巴哈欧拉向追随者宣示了自己的被允诺者的地位，表明自己开创了新的神启，他在巴格达的著作也被收录到巴哈欧拉启示的文集中去。

### 里兹万花园宣示
1863年4月21日，巴哈欧拉离开巴格达，去往附近的纳吉比亚花园，今天的巴哈伊称之为里兹万花园。巴哈欧拉和陪伴者在花园中停留了12天后离开，去往君士坦丁堡。在此期间，巴哈欧拉向一小群他的同伴宣示了自己上帝使者的使命。这段时间对巴哈伊信徒而言有特别的意义，他们庆祝巴哈欧拉在这个花园中度过的12天为里兹万节。巴哈欧拉把他在黑坑中受到天国女仆启示和他宣示之间那段日子称为“ayyam-i butun”（即隐藏的日子）。巴哈欧拉称，这段时期是“命定的隐藏的日子”。里兹万花园中的宣示是巴比社团一个新时期的开始，巴哈伊信仰由此产生。

## 囚禁
巴哈欧拉被令去奥斯曼帝国的首都君士坦丁堡。他此时还不算一名囚犯，但他被强制从巴格达流放却是他后来一系列流放，并最终被囚禁于巴勒斯坦（今以色列）的最终放流放地，阿卡的开端。

### 君士坦丁堡
巴哈欧拉从1863年5月3日到8月17日从巴格达迁往君士坦丁堡，有家人和许多追随者同行。在路上，他在路过的市镇中受到了礼遇，当他到达君士坦丁堡后，他以政府贵客接待。奥斯曼帝国政府未同意把他引渡回波斯，而是请他去君士坦丁堡的原因并不清楚。这可能是出于政治上的原因，因为巴哈欧拉在当时被认为较有影响力。但巴哈欧拉拒绝同意与奥斯曼帝国合作。在君士坦丁堡停留三个半月后，他被要求出发去往阿德里安堡。再一次流放的原因也同样不甚清楚，可能与来自波斯大使的压力，以及巴哈欧拉不合作的态度有关。

### 阿德里安堡

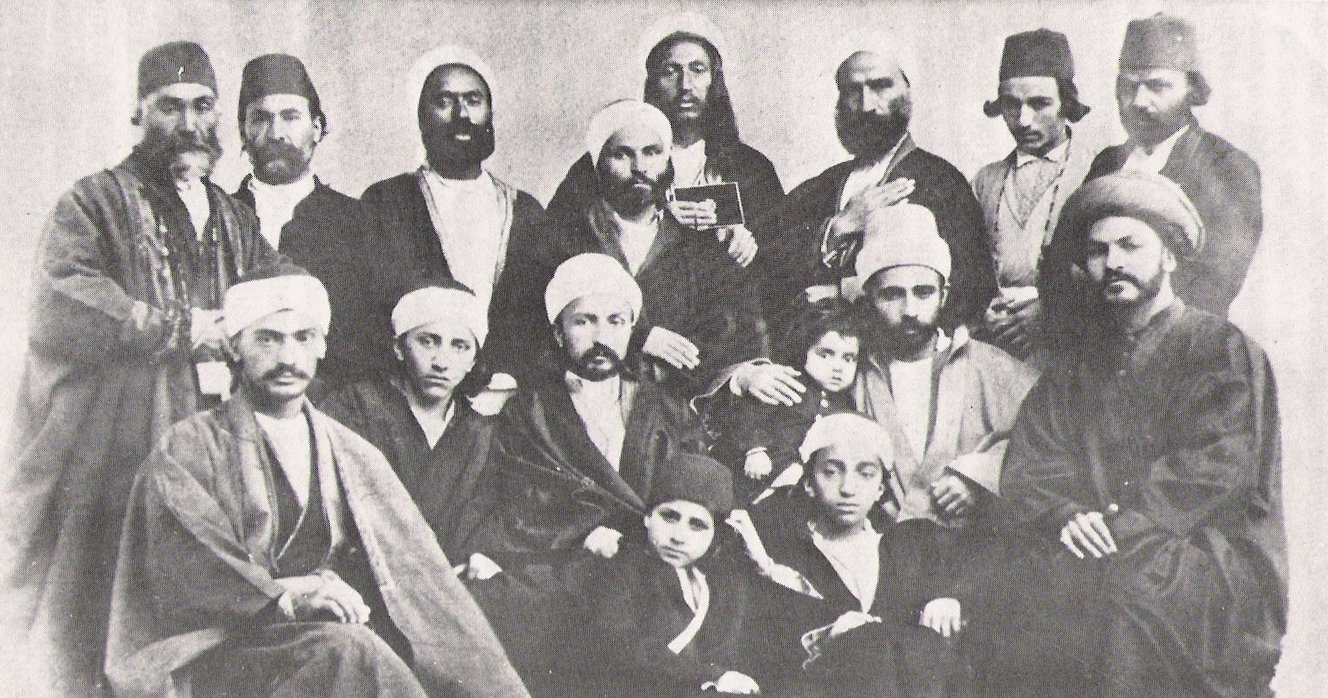
阿博都巴哈和他的兄弟以及巴哈欧拉的陪伴信徒在阿德里安堡。阿博都巴哈为前排左起第三人。

1863年12月1日到12日，巴哈欧拉和他的家人迁移到阿德里安堡。和他去君士坦丁堡的旅途不同，这次迁徙是一次流放。巴哈欧拉在阿德里安堡停留了四年半，并明确是那里巴比社团的领袖。巴哈欧拉在巴比社团和阿德里安堡城内日益杰出的地位使得巴哈欧拉和米尔扎·叶海亚之间最终决裂。1865年，米尔扎·叶海亚被指控企图杀害巴哈欧拉。就现存的描述，米尔扎·叶海亚据有关报告，企图借当地浴场的一位理发师之手刺杀巴哈欧拉。这位理发师，伊斯法罕人穆罕默德·阿里，明确拒绝了他的要求，并在社团内部传播了这个危险的消息。巴哈欧拉据有关报告，“极尽耐心、平静和温和”地商讨了这个问题。根据Ustád Muhammad-`Alíy-i Salmání个人的描述，米尔扎·叶海亚后来又劝说他在浴场以类似的方式谋杀巴哈欧拉，同样的模式又发生了一次。最终米尔扎·叶海亚试图毒死巴哈欧拉，这使得巴哈欧拉那段时间得了重病，并终生遗留下了手震颤的毛病。
1866年的这次事件以后，巴哈欧拉宣称了自己是“上帝将昭示天下者”，还给米尔扎·叶海亚写了一份正式的书面声明，把自己的追随者称为“巴哈之民”。这次公开声明之后，巴哈欧拉退隐在自己的住所内，让巴比信徒在他和米尔扎·叶海亚之间做出选择。巴哈欧拉的声明威胁了米尔扎·叶海亚宗教领袖的地位，因为如果“上帝将昭示天下者”出现，创立一个新的宗教，那么巴比社团的领导人就毫无意义了。米尔扎·叶海亚也作了自己的声明以应对，但他试图保存传统巴比教的行动看起来并不受人欢迎，他的追随者成了少数。
1867年，米尔扎·叶海亚向巴哈欧拉提出挑战，在当地一间清真寺里试验神圣旨意，从而“上帝可以击倒伪装者”。巴哈欧拉同意了，按时去了苏丹斯莱姆清真寺，但米尔扎·叶海亚拒绝出现，失掉了脸面和信用。最终，巴哈欧拉被绝大多数巴比信徒承认，尊为“上帝将昭示天下者”，而他的追随者开始把自己称为“巴哈伊”。

### 寄给世界各领导者的著作和书简

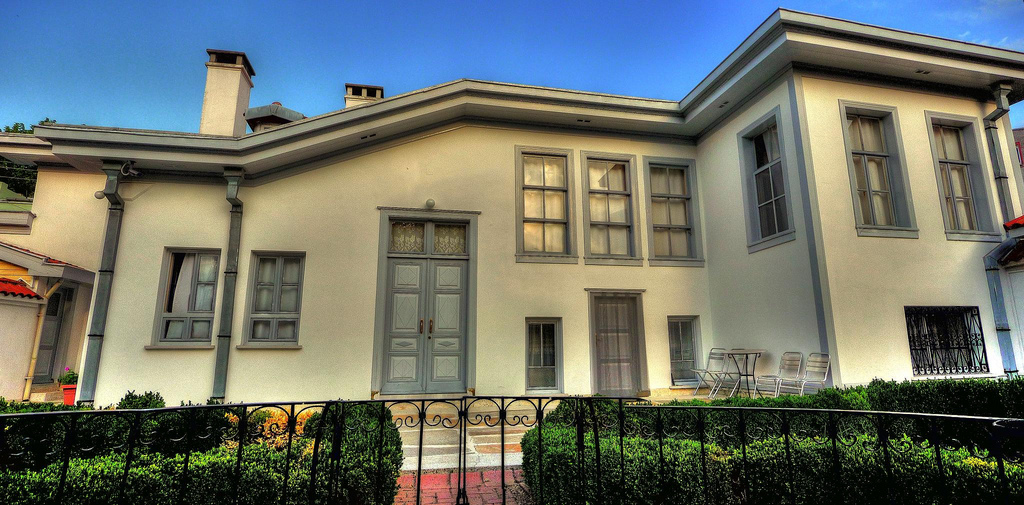
巴哈欧拉在阿德里安堡的住所

在阿德里安堡的这段时间里，巴哈欧拉写作了大量的著作。这时期主要的主题是公开他宣称的使命；他指示他的一些追随者将他的宣示带到伊朗和伊拉克还未听见他宣示的那些巴比信徒那里，同时也叫巴哈伊信徒保持团结并超脱于世。他还开始写作巴哈伊特定的信条和行为规范。
在阿德里安堡，巴哈欧拉还通过书简向世界各国的君主和统治者宣告巴哈伊信仰，让他们接受自己的启示，放弃他们的物质财产，共同协作解决争端，为世界和人类的进步而努力。他的第一封信是寄给奥斯曼帝国的苏丹阿卜杜勒阿齐兹一世和他的大臣的，后来又写了《致列王书简》，是写过所有的统治者的。在那封信中，巴哈欧拉要求统治者们听从他的召唤，抛弃他们物质的财产，因为他们被赋予了治理国家的激情，所以他们应该以公正统治，关注受压迫者的权利。他还叫统治者削减军备，调解解决纠纷。叫基督教的君主们忠于耶稣的召唤，跟从应许的“圣灵的真理”。
后来当巴哈欧拉在阿卡时，他继续给世界的领导者写信，包括：
- 教皇庇护九世
- 法国皇帝拿破仑三世
- 俄国皇帝亚历山大二世
- 德国皇帝威廉一世
- 英國维多利亚女王
- 奥匈帝國皇帝弗朗茨·约瑟夫一世
- 奥斯曼帝国苏丹阿卜杜勒-阿齊茲一世
- 波斯沙阿納賽爾丁·沙
- 美洲各共和国总统

### 阿卡

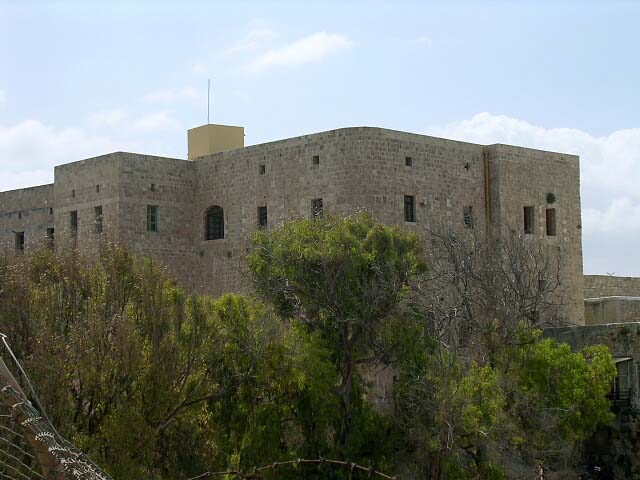
巴哈欧拉在阿卡囚禁时的监狱

巴比社团此时已不可避免地分裂了，米尔扎·叶海亚的追随者试图在奥斯曼帝国当局面前进巴哈欧拉的谗言，指控他煽动对抗政府。当调查证明了巴哈欧拉的清白后，当局注意到了巴哈欧拉和米尔扎·叶海亚在宣示各自的宗教主张，担心这可能会造成未来的混乱局面，他们决定再次放逐巴比社团的领导人。1868年7月一份皇家通告签署，判处巴比教徒在远离奥斯曼帝国的边境处永久监禁——米尔扎·叶海亚和他的追随者在塞浦路斯的法马古斯塔；而巴哈欧拉和他的追随者在当时巴勒斯坦的阿卡。
巴哈伊信徒，包括巴哈欧拉和他的家人，于1868年8月12日离开阿德里安堡，在一段陆上和加里波利半島海上的旅程，经过了埃及后，于8月31日到达了阿卡，他们被囚禁在城堡的兵营里。阿卡的居民被告知，新来的囚犯是国家、神和宗教的敌人，严格禁止与他们有交往。在阿卡的第一年条件相当艰苦，每个人都生病了，最后有三名巴哈伊死亡。对巴哈欧拉個人而言也是很艰难的时候：1870年6月他的儿子米尔扎·米赫迪在屋顶上来回踱步祈祷冥思时，突然从天窗坠落而死，只有22岁。一段时间以后，当地的人和官员开始信任和尊敬巴哈欧拉，所以监禁的条件有所改善和放松，最终，在苏丹死后，他被允许得以离开阿卡城，访问附近的一些地方。1877年到1879年，巴哈欧拉居住在迈兹拉阿庄园。

## 最后的日子

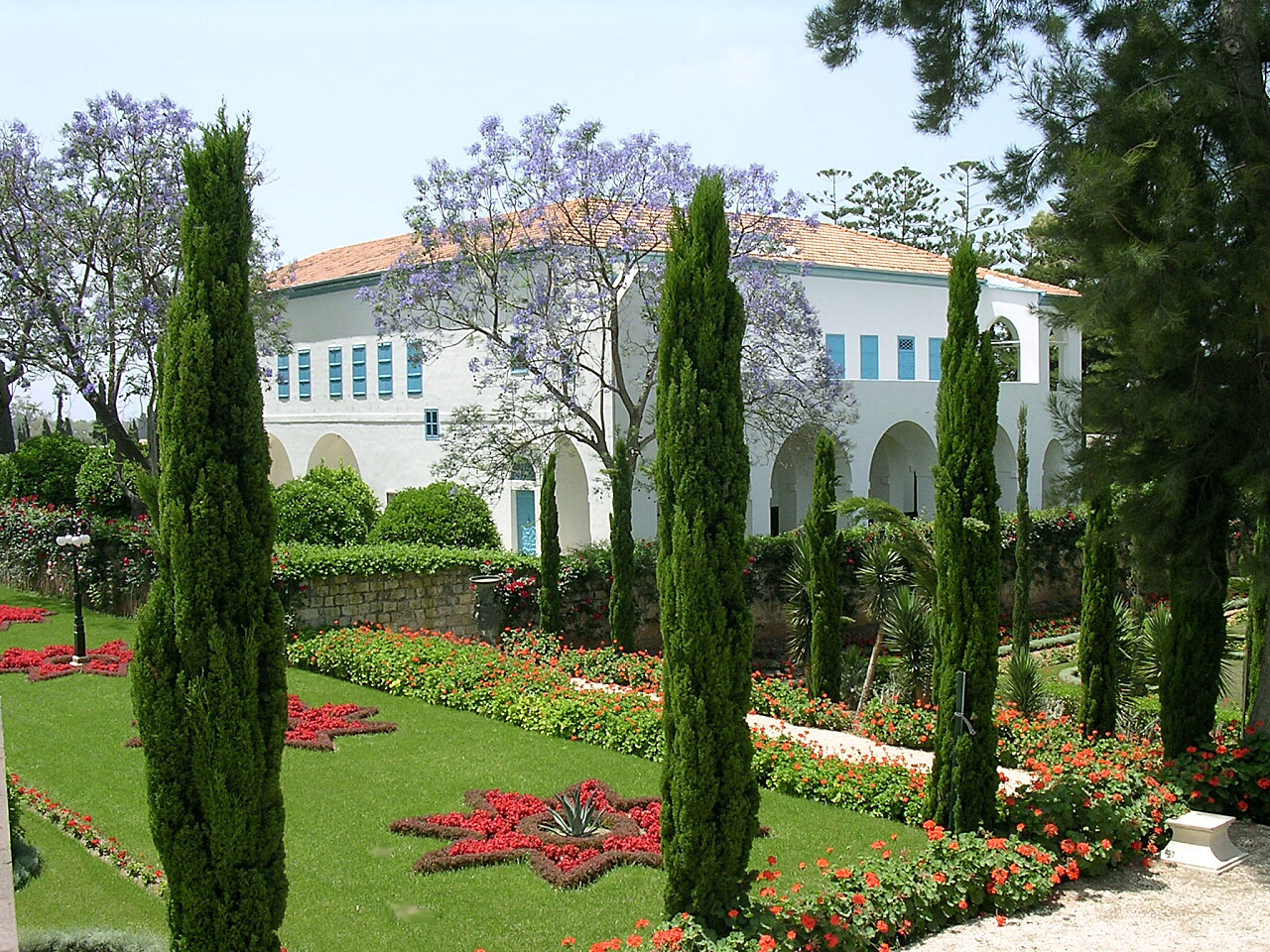
巴吉宅邸

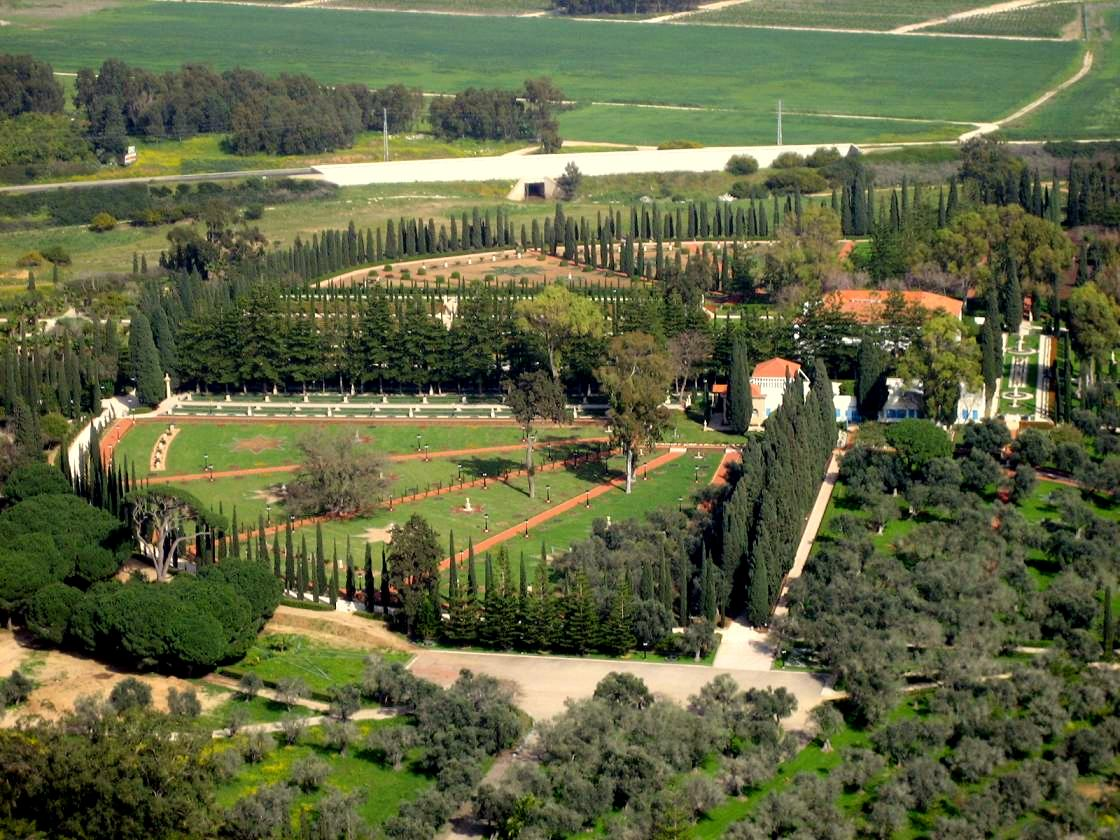
阿卡附近的陵寝，巴哈欧拉的长眠处

巴哈欧拉生命最后的几年（1879-1892）是在巴吉宅邸度过的，位于阿卡城外，尽管他名义上仍然是奥斯曼帝国的囚犯。在阿卡和巴吉的这些年中，由于他的长子阿博都巴哈，管理了一些组织性的工作，巴哈欧拉得以将时间花在写作上。他著了许多卷著作，包括亚格达斯经，巴哈伊信仰的律法书。他的其他著作包括描绘了未来团结的世界远景书简，还有伦理行为的必要性，他还写作了很多祈祷文。
1890年，剑桥大学东方学者Edward Granville BrowneIn与巴哈欧拉在他的住宅中有了一次面谈。这次会面后，他对巴哈欧拉写了一篇著名的速写：
“这位完美而可敬的人物坐在靠墙角的沙发角上，戴着苦行僧们称为塔吉的一种头饰（但高度和制作不同一般），塔吉的底部缠绕着一件白色的小头巾。我凝视过他的脸庞，我永远也不能忘记，尽管我难以描述。那双洞穿人的双眼似乎能看穿人的灵魂；他浓重的眉毛上显示出他的权能；他额头和脸上深深的纹路透露了他的年纪，而黝黑的头发和异常浓密的齐腰胡子又好像掩饰了他的年龄。不必再问我站在谁面前了，因为我已经对这位国王都要嫉妒，皇帝也只能空叹的人，这位虔敬和钟爱的对象屈身！”
1892年5月9日，巴哈欧拉轻微地发热，在接下来的几天里持续加重，越发地虚弱，最终在1892年5月29日夺去了他的生命。他被埋葬在巴吉宅邸的陵寝内。

## 主张
巴哈欧拉称自己为上帝的使者，并且使用“上帝的显圣者”一词来指上帝与人之间的中介。在巴哈伊的著作中，“上帝的显圣者”是一系列相互联系的人物，以神圣的声音发言，并且将神圣的品质反射到人类世界中来，以促成人类道德和文明的发展进步。巴哈欧拉解释说，上帝的显圣者，并非上帝的“道成肉身”，但却有双重的身份；一是他们有神圣的属性，反映了上帝的品质，而不是上帝的本质；另一重是人性，代表了普通人类的肉体属性，有人类的局限性。巴哈欧拉说，上帝永远不会把它的本质显示给这个世界。
在巴哈欧拉的著作中，他用很多种方式写作来传达讯息，有时候仿佛他是在上帝的指令下讲话，在其他时候他仿佛直接以上帝的身份发言。在他的著作中，巴哈欧拉的风格是多变的，在有些时候他以上帝的信使发言，然后又像上帝本身发言一样。
有些人因为巴哈欧拉的写作方式而论断，巴哈欧拉在宣称自己的“神性”。但巴哈欧拉则明确表明，上帝的本质永远不会降予给人类世界。巴哈欧拉以上帝的声音发言的那些言辞，说明了他并不真的是上帝，而是以上帝的属性在发言。
巴哈欧拉表明，他作为最近的一位上帝的显圣者，他是所有宗教所许诺的那一位，是世界宗教中弥赛亚预言的实现。他表示，他称自己集多个弥赛亚为一身，是各大宗教文献中弥赛亚和末世论预言的象征性，而非字面意义的实现。巴哈欧拉的声称由六个独立的弥赛亚身份构成：犹太教中，根据以赛亚书9章6節中“永在的父”复临的预言，“万军之耶和华”；基督教中，约翰福音14-17中，耶稣在他告别的话语中预言“真理的圣灵”或保惠师，和基督在“父的荣耀”中再来；在琐罗亚斯德教中，许多后期的巴列维语文本中，预言了琐罗亚斯德教的弥赛亚，巴赫拉姆王的再来；什叶派伊斯兰教中第三伊玛目，伊玛目侯赛因的再来；逊尼派伊斯兰教中，尔萨的再来；以及巴比教中，上帝将昭示天下者。
尽管巴哈欧拉并未直接声称自己是印度教或佛教的弥赛亚，但根据他著作中的原则，他确实事实上表明了这个意思。后来，阿博都巴哈表明，巴哈欧拉是迦樂季化身，在印度教传统中，是毗湿奴的第十个以及最后一个化身，将会来结束黑暗和毁灭的时代。巴哈伊信徒还相信巴哈欧拉实现了弥勒佛的预言，一位未来终将来到世界上的佛，带来完全的教化，教导人们真正的法。巴哈伊信徒相信，巴哈欧拉关于至大和平的教义实现了弥勒佛会迎来一个宽容与爱的社会的预言。巴哈欧拉被认为是波斯自从伊嗣俟三世（波斯萨珊王朝末代君主）以降一连串国王的后裔；他还声称自己是亚伯拉罕与其第三位妻子基土拉的后代。

## 继承
巴哈欧拉于1892年5月29日去世后，巴哈欧拉在遗嘱中指定他的儿子阿博都巴哈为圣约中心，继承人，以及巴哈欧拉圣作的解释人。由于指定由书面传达且毫无歧义，且阿博都巴哈本人确实是巴哈欧拉得力的助手，基本所有巴哈伊信徒都接受了这个指定。然而，对阿博都巴哈的指定继承却引起了巴哈欧拉家族内部的嫉妒。巴哈欧拉也指定了他的另一个儿子米尔扎·穆罕默德·阿里次于阿博都巴哈的地位。米尔扎·穆罕默德·阿里坚称阿博都巴哈越权。爭論越演越烈，到後來甚至公开的质疑阿博都巴哈，他的行为遭到绝大多数巴哈伊的拒斥。由于这场冲突，阿博都巴哈后来将他的这个兄弟以圣约破坏者论处，断绝来往。这场冲突并不长久，穆罕默德·阿里被巴哈伊社团孤立，只有屈指可数的追随者，最终死于1937年。

## 著作
巴哈欧拉的著作颇丰：书籍、书简、祈祷文，只有很小一部分被译成英文，译成中文的比例更少。有15000余份著作被鉴定是由他所作；许多是以写给信徒的书简（书信）形式出现的，但他也著述过更长篇的作品，如《笃信经》、《隐言经》等。他著作的总篇幅达《古兰经》的70倍，《圣经》的15倍之多。
巴哈欧拉著作的范围涵盖了在宗教的教义、他的主张、社会和道德方面的教导以及巴哈伊律法；他还写作了很多祈祷文。Jináb-i-Fádil-i-Mázindar分析了巴哈欧拉的著作后，认为他的著作可分为几种风格或类别：解释宗教文献，阐述律法和准则，神秘主义的著作，讨论政府和世界秩序的著作，包括致各国君王及首脑的信件，关于知识、哲学、医学、炼金术的著作，强调教育、良好品质和美德的著作，以及社会方面教义的著作。他所有的著作都被巴哈伊信徒视作启示，包括那些在他表明自己先知地位之前就写就的。某些著名的篇章已被翻译成英语以及中文，包括《巴哈欧拉圣作选集》、《隐言经》、《亚格达斯经》、《笃信经》。

## 照片和肖像
巴哈欧拉存世的两张照片是在1868年巴哈欧拉流放阿德里安堡（又称埃迪尔内）时拍摄的。 其中一张看着相机的照片是在办理护照时拍摄的。两张照片都珍藏于巴哈伊世界中心，其中一张陈列在巴哈伊国际文物馆大楼的一个柜子里，供巴哈伊信徒朝圣时瞻仰。除此情形，巴哈伊信徒不宜在公共场合观看或展示巴哈欧拉的照片，也不建议在私人住宅陈列。巴哈伊信仰机构强烈建议用巴哈欧拉陵寝的图片代替他本人的照片。
对巴哈伊来讲，观瞻巴哈欧拉的形象本身并不构成冒犯。但他们应以极其崇敬的态度对待上帝的显示者的所有形象。基于这一原则，巴哈伊避免描绘、扮演、演绎耶稣或穆罕默德的形象，只有在非常重要的场合下才可以展示巴哈欧拉照片的复本。比如，在1967年，巴哈欧拉《致列王书简》启示一百周年纪念大会中，巴哈伊信仰的圣辅们展示了巴哈欧拉照片复本，这对与会者来说是一份莫大的荣幸。 
巴哈伊信仰对于展示巴哈欧拉照片的官方立场如下：
信徒观瞻巴哈欧拉的照片不是问题，但应心怀极大的敬意。同时，不允许在公共场合，甚至是在私人住宅里公开展示巴哈欧拉的照片。——代守基·阿芬第写给一个信徒的信，1939年12月6日
以上段落表明，在公开场合展示巴哈欧拉的照片是失敬之举。你也不会在全球巴哈伊的官方网站上看到巴哈欧拉的照片。巴哈伊世界中心曾写道：
对巴哈伊来说，巴哈欧拉的照片是非常珍贵的，应待之以充分的敬意和尊重。非巴哈伊网站张贴巴哈欧拉照片的做法有失妥当，以此方式对待巴哈欧拉的照片确实令巴哈伊朋友深感不安。然而，网站创建者并非巴哈伊，我们对此能做的也不多。我们希望这些评论能起到一定的作用。——公共信息办公室，1999年9月4日，巴哈欧拉在网络平台的相片

### 引用
1. 1 2 3 4 5 6  Buck 2004，第143–178頁
2. ↑  Balyuzi 1985，第309–312頁
3. 1 2  Balyuzi 2000，第9–12頁
4. ↑  Effendi 1944，第94頁
5. ↑  Balyuzi 2000，第11頁
6. 1 2 3 4 5 6 7 8 9 10 11 12  Cole, Juan. .   [2006-06-22]. （原始内容存档于2018-01-22）.
7. 1 2 3  Taherzadeh 2000，第20–22頁
8. ↑  Effendi 1944，第108頁
9. 1 2 3 4 5 6 7 8 9 10  Cole, Juan. . . 1989.
10. ↑  Taherzadeh 2000，第22頁
11. 1 2 3 4  MacEoin, Dennis. . . 1989.
12. 1 2  Browne 1889，第339頁
13. 1 2 3 4  Saiedi 2008，第344頁
14. ↑  Farah 1970，第242–249頁
15. ↑  Balyuzi 2000，第35–37頁
16. 1 2 3  Smith 2008，第14–15頁
17. 1 2 3 4 5  Hutter, Manfred. . Ed. Lindsay Jones  (编).  2 2nd. Detroit: Macmillan Reference USA: p737–740. 2005. ISBN 0-02-865733-0.
18. 1 2  Smith 2008，第16頁
19. ↑  Effendi 1944，第109頁
20. 1 2 3 4  MacEoin, Dennis. . . 1989.
21. ↑  Barrett 2001，第246頁
22. 1 2 3 4 5 6 7 8 9 10 11 12 13 14  Smith 2008，第17頁
23. ↑  Bahá'u'lláh 2003，第160頁
24. ↑  Balyuzi 2000，第116頁
25. ↑  Balyuzi 2000，第118頁
26. ↑  Smith 1987，第60頁
27. 1 2 3  . . Chicago: Encyclopaedia Britannica. 1988. ISBN 0-85229-486-7.
28. 1 2 3  Smith 2008，第18–19頁
29. 1 2 3 4 5 6 7 8  Smith 2008，第23頁
30. 1 2  Smith, Peter. . . Oxford: Oneworld Publications: 296–297. 2000. ISBN 1-85168-184-1.
31. ↑  Buck 1998
32. ↑  Anthony A. Reitmayer, Anthony A. (compiler). . Istanbul, Turkey: Bahai Publishing Trust. 1992. ASIN: B0006F2TSA.
33. 1 2 3 4 5 6  Smith 2008，第24頁
34. ↑  Browne 1918，第17頁  （页面存档备份，存于）
35. ↑  Salmání 1982，第51頁  （页面存档备份，存于）
36. ↑  Browne 1918，第16頁  （页面存档备份，存于）
37. ↑  Cole, J.R.I. . Translations of Shaykhi, Babi and Bahá'í Texts. 2002, 6 (1)  [2012-05-13]. （原始内容存档于2020-12-04）.
38. ↑  Journal of the Royal Asiatic Society of Great Britain & Ireland, Royal Asiatic Society of Great Britain and Ireland p.296
39. ↑  Holy People of the World, Phyllis G. Jestice p.101
40. ↑  Browne 1918，第18頁  （页面存档备份，存于）
41. ↑  Salmání 1982，第94–95頁  （页面存档备份，存于）
42. 1 2 3 4  Smith 2008，第24–25頁
43. ↑  Smith 2008，第28–29頁
44. 1 2 3 4 5 6  Smith 2008，第26頁
45. 1 2 3  Smith 2008，第27–28頁
46. ↑  Edward Granville Browne in the introduction to . Cambridge. 1891  [2006-06-22]. （原始内容存档于2007-03-10）., p.XXXIX-XL.
47. ↑  Balyuzi 2000，第328頁
48. 1 2 3 4 5 6  Cole, Juan. . Bahá'í Studies. 1982,. monograph 9: 1–38  [2012-07-07]. （原始内容存档于2019-05-17）.
49. ↑  Smith 2008，第109頁
50. ↑  Smith 2008，第107頁
51. ↑  Esslemont 1980，第41頁
52. ↑  Esslemont 1980，第45頁
53. ↑  Momen 2000，第32–136頁
54. 1 2  Momen 1995，第50–52頁
55. ↑  Fozdar 1976
56. ↑  Sears 2002
57. ↑  Bausani, Alessandro. . . 1989.
58. ↑  Momen 2004，第97–98頁
59. 1 2 3  Smith 2008，第43–44頁
60. 1 2 3 4  Smith, Peter. . . Oxford: Oneworld Publications: 79–80. 2000. ISBN 1-85168-184-1.
61. ↑  BWNS. .   [2006-11-24]. （原始内容存档于2008-12-22）.
62. ↑  Archives Office at the Bahá'í World Centre, Haifa, Israel. .   [2006-11-24]. （原始内容存档于2007-02-20）.
63. ↑  Universal House of Justice. .   [2006-11-24]. （原始内容存档于2011-06-06）.
64. ↑  Fádil-i-Mázindarání 1967，第453頁
65. ↑  Office for Public Information. .   [2014-09-29]. （原始内容存档于2015-03-17）.
66. ↑  United States Bahá'í Office of Communications.  (PDF). bahai.us.   [2009-03-19]. （原始内容 (PDF)存档于19 March 2009）.
67. ↑  Hornby 1983，第99–100頁
68. ↑  Effendi 1944，第171頁
69. ↑  Universal House of Justice 1996，第105頁
70. ↑  Hornby 1983，第540頁
71. ↑  Office for Public Information. .   [2014-09-29]. （原始内容存档于2015-03-17）.

## 外部連結
- BBC Religion and Ethics Special: Bahá'í （页面存档备份，存于）.
- Mirza Husayn-Ali - Bahá'u'lláh - The Glory of God
- Bahá'u'lláh: Manifestation of God, bahai.org的巴哈欧拉传记
- A Brief Biography of Baha'u'llah （页面存档备份，存于）, 来源于密歇根大学历史系
- The Works of Bahá'u'lláh （页面存档备份，存于）, 巴哈欧拉著作，英语，波斯文和阿拉伯文
- Bahá'u'lláh的作品  - 古騰堡計劃
- 巴哈欧拉生平 （页面存档备份，存于）